# John Henry Lydius
John Henry Lydius, född 1694 i Antwerpen, död 1791 i Kensington, England, var en stor jordägare från Albany vilken skapade sig en förmögenhet genom handel med indianerna. Han var ökänd för sina affärsmetoder och beskylldes under sin livstid både för bedrägeri och förräderi. För eftervärlden har han framstått som en legendarisk äventyrare.  

## Ungdom
John Henry var son till den nederländske pastorn Johannes Lydius och dennes hustru Isabella Rachels Lydius. Han kom till provinsen New York tillsammans med familjen 1703. Två år senare dog fadern och John Henry kom att uppfostras av modern och styvfadern. 

## Nya Frankrike

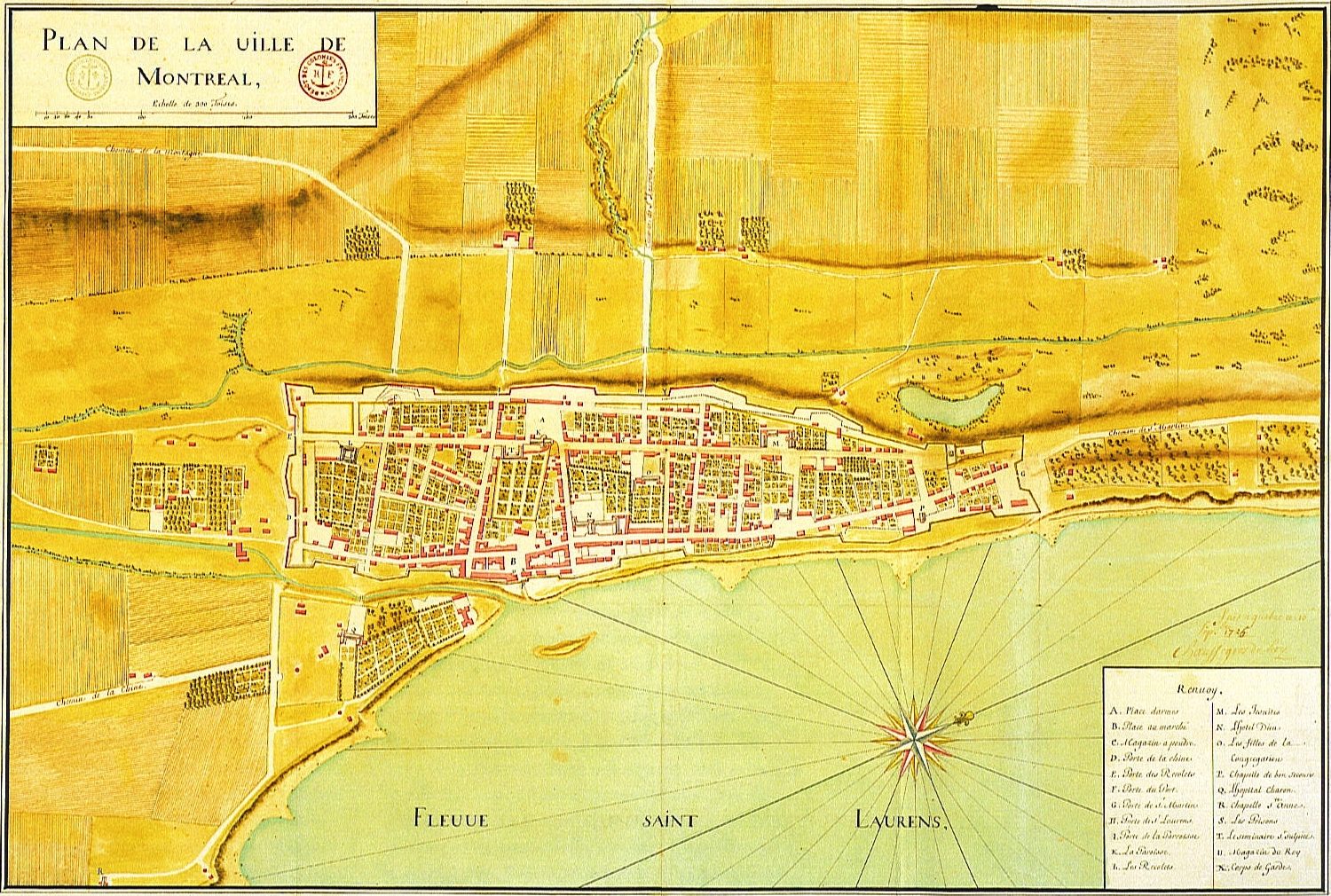
Karta över Montréal som det såg ut 1725 när Lydius bodde där.

I slutet på 1720-talet hade Lydius slagit sig ned som pälshandlare i Nya Frankrike, där han 1727 gifte sig med Genevieve Masse i Montréal. De fick två barn i Kanada och senare sex barn i Albany. Lydius köpte land av indianerna och sålde sprit till dem, två saker som var förbjudna i Nya Frankrike. Som son till en protestantisk präst blev han också misstänkt för att vara en fiende till den katolska religionen. 1730 dömdes han till böter och utvisning ur landet. 

## Fort Lydius
Lydius bosatte sig efter utvisningen i Albany med sin familj. Året därpå anlade han en handelsstation, Fort Lydius, vid Hudsonfloden. Familjen tillbringade vintrarna i Albany och somrarna med fadern vid handelsstationen. Där skapade Lydius grunden till sin förmögenhet genom handel med indianerna. Han drev även ett sågverk. 1745 anfölls fortet av franska jägarsoldater och indianska krigare, som brände ned det och förde bort invånarna som fångar. Lydius befann sig i Albany, men hans son Martinus tillhörde de tillfångatagna. Lydius ordnade dock så att sonen kunde bli utväxlad.  

## Landförvärv

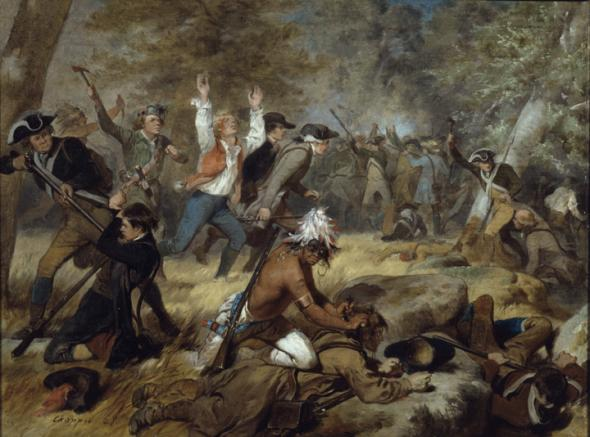
Slaget om Wyomingdalen hade som yttersta orsak Susquehannakompaniets landförvärv som Lydius förhandlade fram.

Lydius använde sina kontakter med de lokala indianerna för att skaffa sig rättigheter till stora landområden. Kring Fort Lydius fick han rätt till 500 kvadratkilometer och längre norrut ännu större områden. Dessa förvärv var inte godkända av provinsen New Yorks myndigheter, men trots detta sålde Lydius många avstyckningar. 1754 var han ombud för Susquehanna Company och lyckades genom ett omstritt köp för kompaniets räkning förvärva rättigheterna till Wyomingdalen, något som ledde till nästan ett halvt sekels stridigheter mellan Connecticut och Pennsylvania. Denna affär, som anses vara karaktäristisk för Lydius tillvägagångssätt, blev föremål för allvarliga beskyllningar. Indianer som inte hade några befogenheter förplägades frikostigt med alkohol för att mot en struntsumma skriva på ett avtal som överlät hela dalen till Susquehannakompaniet. Lydius affärer började betraktas med allt större misstänksamhet, inte bara av myndigheterna i Albany, utan även av presumtiva köpare och av Irokesförbundet, som hävdade att Lydius lurat dem. Myndigheterna varnade blivande köpare för att Lydius markinnehav var ogiltigt och inte överlåtelsebart. De började också vidta rättsliga åtgärder mot honom. 1765 begav sig Lydius till London för att direkt hos regeringen försöka få en bättre rättstitel till sitt stora markinnehav. 

## England
Lydius återvände aldrig till Nordamerika. På 1780-talet besökte han Nederländerna, där han sålde mark han inte ägde till godtrogna schweizare som ville bli nybyggare i Amerika. Han blev sjuk och sängliggande där i flera år och kunde inte återvända till England förrän 1788. Han dog i Kensington 1791.